# Oschätzchen
Oschätzchen ist ein Ortsteil der Stadt Bad Liebenwerda im Landkreis Elbe-Elster in Brandenburg und liegt fünf Kilometer südlich der Stadt.
Oschätzchen gehörte bis zur Eingemeindung im Jahr 1993 zum Landkreis Bad Liebenwerda und hatte nach Angaben der Stadt Bad Liebenwerda im Jahr 2011 270 Einwohner.

## Geschichte

Oschätzchen auf einer geschichtlichen Karte des Kreises Liebenwerda (1910).

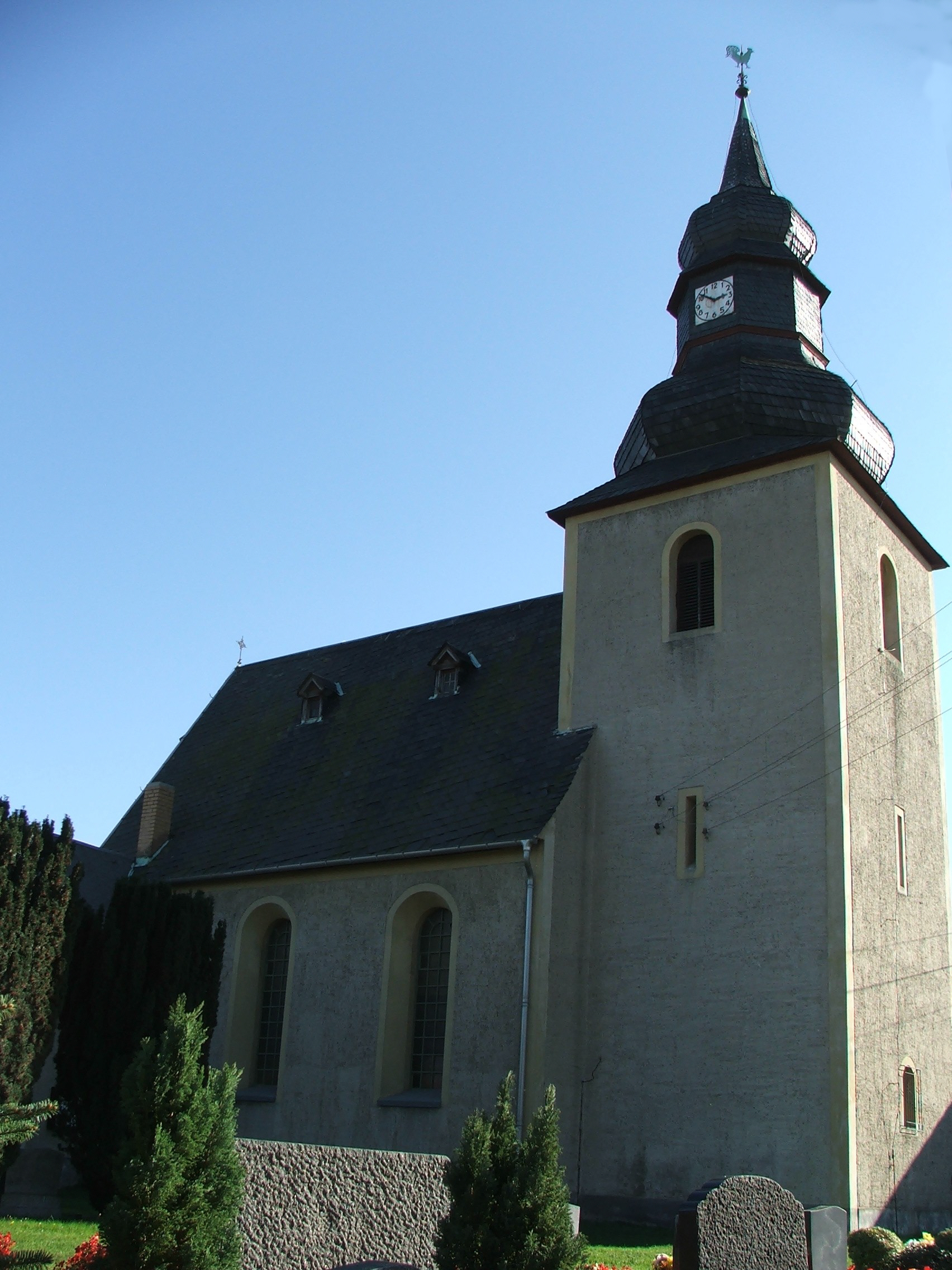
Die Kirche in Oschätzchen

Oschätzchen hatte im Laufe der Zeit verschiedene Ortsnamen. Die urkundliche Ersterwähnung im Jahr 1325 bezeichnete den Ort als villa Oschatzgen. 1443 hieß es dann Oschatzchin und 1752 wird der Ort als Oschätzgen erwähnt. Der Ortsname ist wie Oschatz von osek abgeleitet und bedeutet so viel wie Waldhau oder Hagen.
Oschätzchen ist ein reines Angerdorf und die wohl ursprünglich slawische Siedlung gehörte vermutlich früher zur Herrschaft Würdenhain und wurde später ein unmittelbares Amtsdorf von Mühlberg. Die Bewohner des Ortes betrieben seit jeher Ackerbau und Viehzucht.
1325 überwies Otto von Bruder Pütter, Hauptmann des böhmischen Königs in Mühlberg der Gemeinde Oschatzgen die Holtze, ein Gehöltz zwischen Oschätzchen und Prieschka.
1539 wurde im Ort eine Kapelle benannt und 1686 wurde eine Fachwerkkirche errichtet, welche 1844 eine neue Orgel durch den Orgelbaumeister Friedrich Pfützner aus Meißen erhielt.
1816 zählte der Ort 168 Einwohner. 1835 gab es im Ort 32 Häuser, 220 Einwohner mit 59 Pferden, 296 Rindern, 394 Schafen, 7 Ziegen und 131 Schweinen. Am 25. Juli 1848 gab es eine gewaltige Feuersbrunst im Ort, wobei auf der Osthälfte des Dorfes nur zwei Gehöfte und eine Häuslernahrung verschont blieben. Der Bau des einstigen Schulgebäudes erfolgte 1871. 
1908 musste die alte Fachwerkkirche abgerissen werden und einem Neubau weichen, dessen Einweihung am 6. September des gleichen Jahres erfolgte. Im Inneren sind noch heute ein Schnitzaltar, ein hölzerner Kanzelkorb aus dem 17. Jahrhundert und verschiedene Schnitzfiguren zu sehen.
Im Ersten Weltkrieg fielen 17, im Zweiten 23 Menschen aus Oschätzchen.
1933 wurde die Freiwillige Feuerwehr und 1955 die LPG Thomas Müntzer gegründet. 1975/76 erfolgte der Bau einer Konsum-Verkaufsstelle. 1988 folgte der Bau des neuen Kindergartens und 1995 des Richterturms auf dem Sportplatz.
Am 6. Dezember 1993 wurde Oschätzchen in die Stadt Bad Liebenwerda eingemeindet.

## Kultur und Sehenswürdigkeiten
Jährlicher Höhepunkt des Ortes ist das Reiterfest, welches nach der Gründung des Reitervereins im Ort 1954 alljährlich im Juni durchgeführt wird und viele Gäste aus der Umgebung anlockt. Dabei ziehen Reiter und Zweispänner durch den geschmückten Ort. Auf dem Reitplatz von Oschätzchen zeigen die Mitglieder der verschiedenen Reitsportvereine ihr Können.
Weitere Höhepunkte sind die Faschingszeit, das Osterfeuer und das Maibaumstellen.

## Ortsansichten

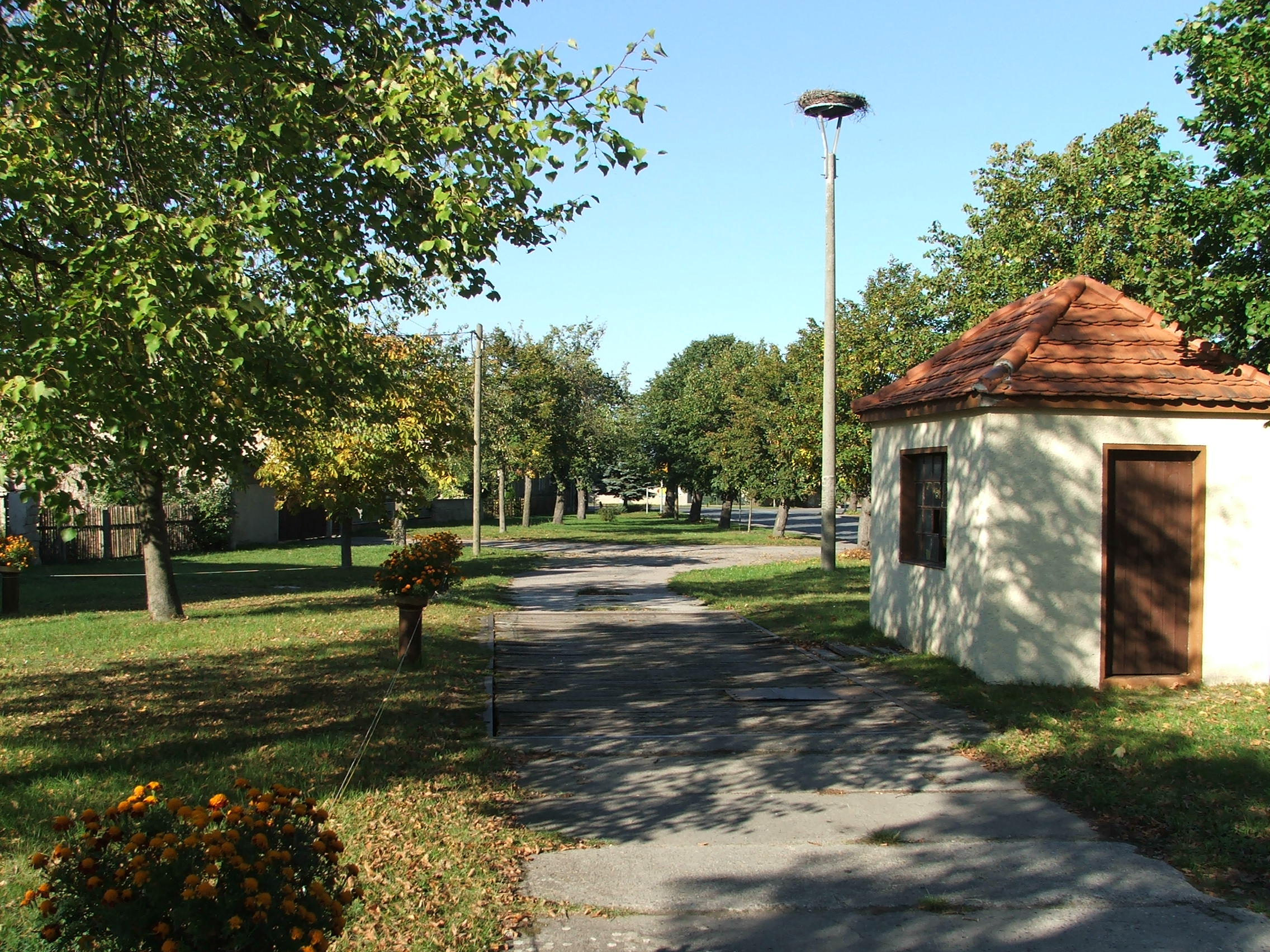
Oschätzchen im Ort
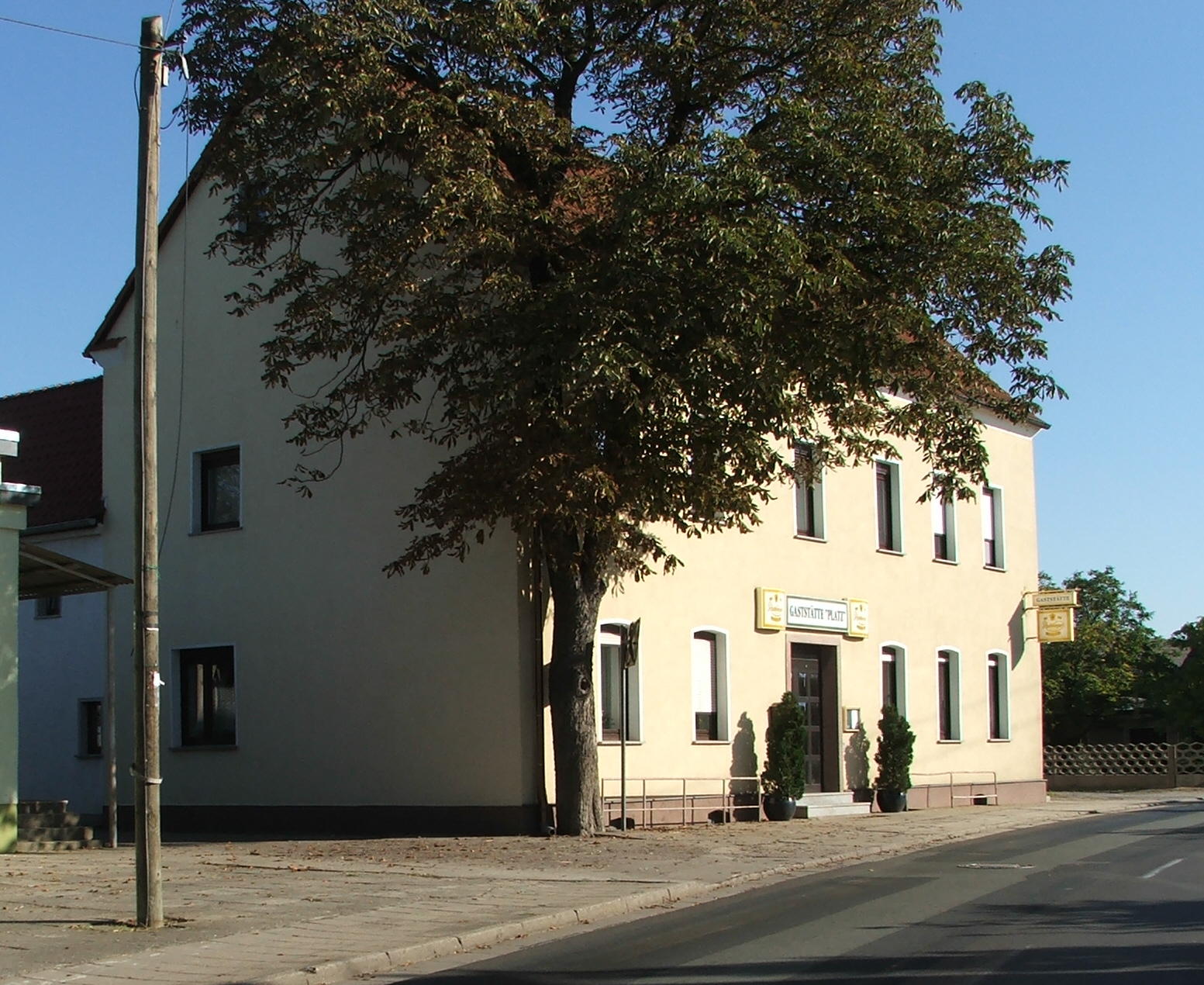
Gasthof
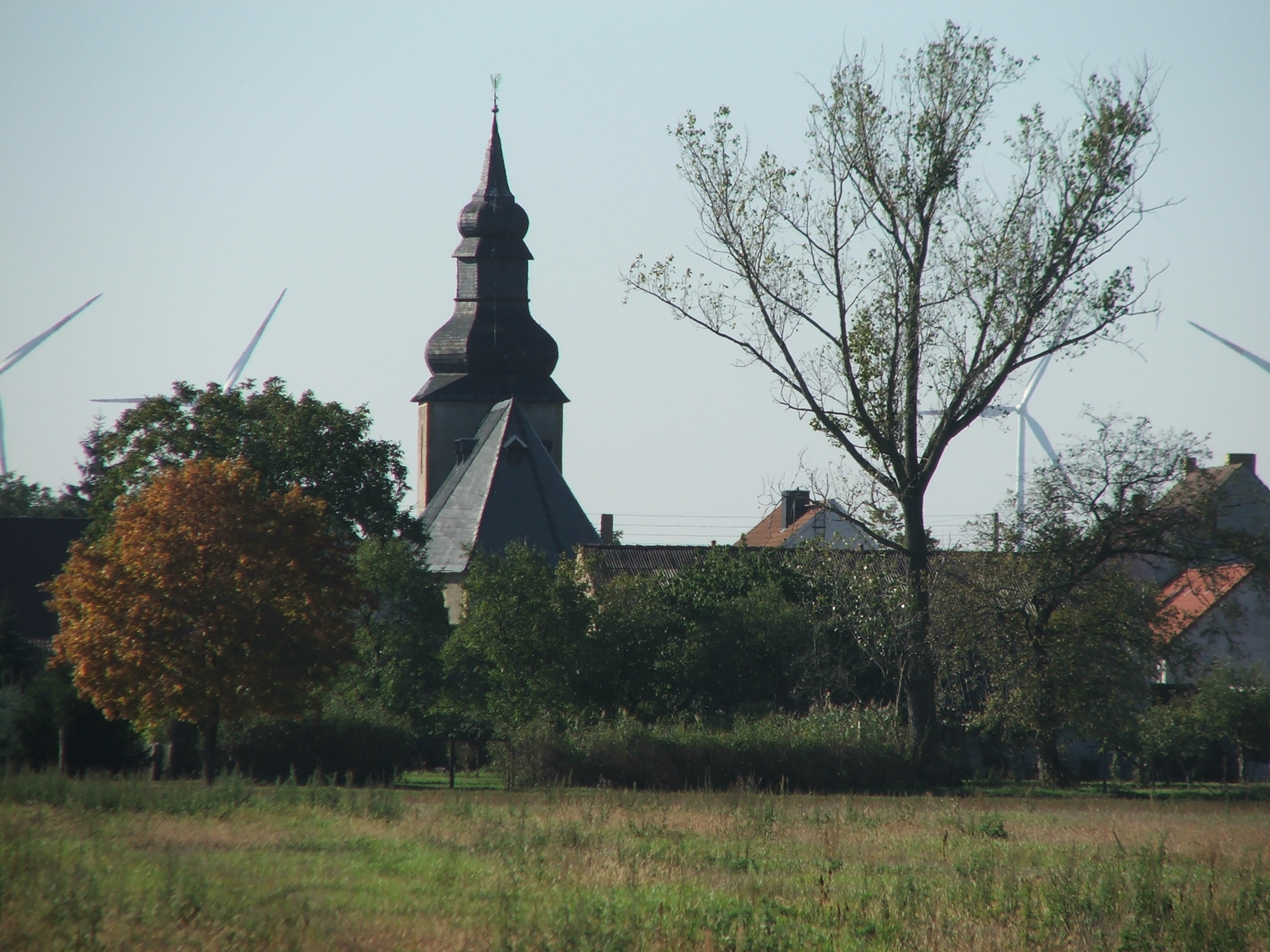
Oschätzchen
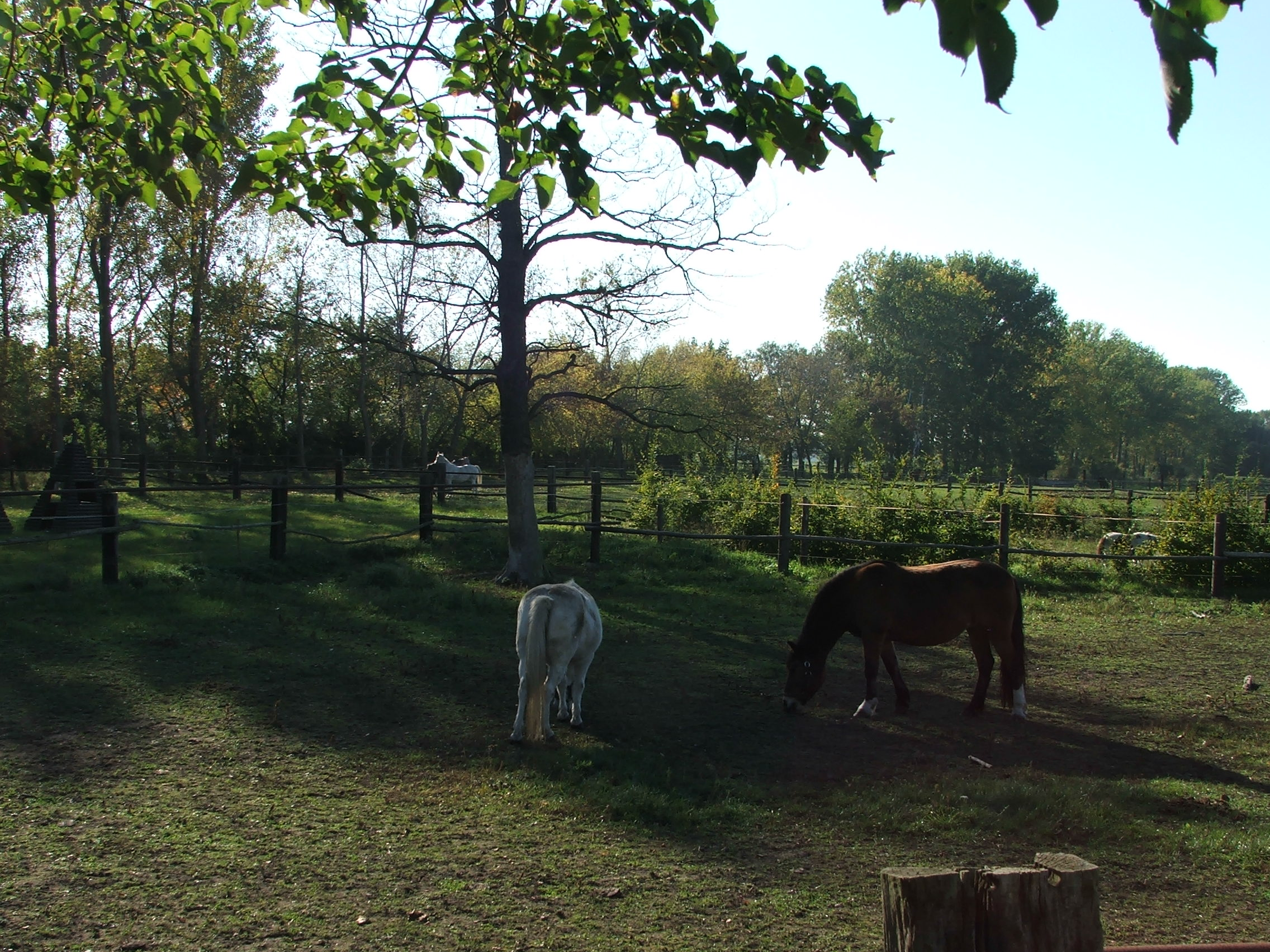
Pferdehof